# Mimus patagonicus
Mimus patagonicus е вид птица от семейство Mimidae.

## Разпространение
Видът е разпространен в Аржентина, Фолкландски острови, Чили и Южна Джорджия и Южни Сандвичеви острови.